# Stanley Smith Stevens
Stanley Smith Stevens (ur. 4 listopada 1906; zm. 18 stycznia 1973) – amerykański psycholog, twórca psychofizycznego prawa Stevensa oraz teorii cech statystycznych (podstawa skalowania psychofizycznego).

## Życiorys
S.S.Stevens urodził się w Ogden (Utah) jako syn Stanely'a i Adeline (Smith) Stevens. Uczęszczał do szkoły The Church of Jesus Christ of Latter-day Saints (LDS), należącej do zrzeszenia szkół Salt Lake City (Utah). Po śmierci rodziców (1924) spędził 3 lata na misji LDS w Szwajcarii i Belgii. Od 1927. do 1929. studiował w University of Utah, a przez kolejne dwa lata w Stanford University. Tam uzyskał w 1931. tytuł Bachelor of Arts (A.B.) w dziedzinie psychologii. Ożenił się z Maxine Leonard w 1930. W 1936. urodził się jego syn, Peter Smith.
Ze względu na koszty nie skorzystał z możliwości kontynuacji studiów Harvard Medical School i wybrał School of Education, gdzie rozpoczął badania dotyczące percepcji wrażeń zmysłowych jako asystent E.G. Boringa. Po dwóch latach uzyskał tytuł doktora na Wydziale Filozofii Uniwersytetu Harvard (Wydział Psychologii utworzono rok później). Po roku studiów fizjologii u Hallowella Davisa został w 1936 naukowym pracownikiem Wydziału Psychologii, gdzie pracował do końca życia. W 1946. uzyskał stopień profesora zwyczajnego, a w 1962. został mianowany profesorem psychofizyki – na cześć G.T. Fechnera (1801–1887), którego prawo psychofizyczne zakwestionował.

## Niektóre prace
Naukowy dorobek S.S.Stevensa jest bardzo bogaty i uznawany, w środowisku psychofizyków, za wybitny.
W 1946 S.S.Stevens opublikował pracę nt. On the Theory of Scales of Measurement, co zainicjowało rozwój pomiarów psychofizycznych metodami skalowania. Opracował fundamentalny podręcznik Handbook of Experimental Psychology (1951). Był założycielem Psycho-Acoustic Laboratory w Harvardzie i jednym z organizatorów Psychonomic Society.